# Charles Hay (20e comte d'Erroll)
Pour les articles homonymes, voir Hay.
Charles Gore Hay 20e comte d'Erroll (7 février 1852 - 8 juillet 1927) est un militaire écossais et un homme politique conservateur.

## Biographie
Il est le fils de William Hay (19e comte d'Erroll), et de sa femme Eliza Amelia Gore. Son grand-père maternel est le général Charles Gore, (1793 - 1869), un officier de Waterloo, un fils d'Arthur Gore (2e comte d'Arran) et un frère de la duchesse d'Inverness.
Il succède à son père dans le comté en 1891.
Lord Hay est nommé sous-lieutenant des Horse Guards le 7 juillet 1869. Il est promu lieutenant le 19 août 1871, capitaine le 11 septembre 1875, major le 1er juillet 1881, lieutenant-colonel le 24 septembre 1887 et colonel le 18 janvier 1895 . Après le déclenchement de la seconde guerre des Boers à la fin de 1899, il se porte volontaire pour un service actif et est commissionné dans la Yeomanry impériale. Il participe à la bataille de Paardeberg (février 1900), à la suite de laquelle il est responsable des prisonniers de l'armée de Piet Cronjé. Au début de mars 1900, il prend le commandement d'une brigade de yeomanry dans la Force de campagne d'Afrique du Sud, avec le grade de Général de brigade. L'année suivante, il est nommé en juin 1901 adjudant général adjoint. Il est plus tard Major général honoraire de l'armée britannique et lieutenant-colonel commandant les Horse Guards.
Lord Erroll sert dans l'administration conservatrice d'Arthur Balfour en tant que Lord-in-waiting (whip du gouvernement à la Chambre des lords) de 1903 à 1905. En 1901, il est fait chevalier du chardon.

## Famille
Lord Erroll épouse en 1875 Mary Caroline, fille d'Edmund L'Estrange et de son épouse Harriet Susan Beresford Lumley-Savile, sœur de Richard George Lumley-Savile, 9e comte de Scarbrough, et fille de Frederick Lumley-Savile et de Charlotte De la Poer-Beresford (une fille de George de la Poer Beresford, évêque de Kilmore).
Il est décédé en juillet 1927, à l'âge de 75 ans, et est remplacé dans le comté par son fils aîné Victor Hay (21e comte d'Erroll) (en). Lady Erroll est décédée en 1934.